# Mosia nigrescens
Mosia nigrescens (Gray, 1843) è un pipistrello della famiglia degli Emballonuridi, unica specie del genere Mosia (Dobson, 1843), diffuso nell'Ecozona australasiana.

## Descrizione

### Dimensioni
Pipistrello di piccole dimensioni, con la lunghezza della testa e del corpo tra 30 e 45 mm, la lunghezza dell'avambraccio tra 30,1 e 37,9 mm, la lunghezza della coda tra 7 e 17,5 mm, la lunghezza del piede tra 4 e 7 mm, la lunghezza delle orecchie tra 9,2 e 15 mm, un'apertura alare fino a 252 mm e un peso fino a 5,7 g.

### Caratteristiche craniche e dentarie
Il cranio è delicato, con il rostro largo e piatto, che occupa circa la sua metà. Gli incisivi superiori sono piccoli e appuntiti. Il primo premolare superiore è notevolmente ridotto.
Sono caratterizzati dalla seguente formula dentaria:

### Aspetto
La pelliccia è setosa ed arruffata. Il colore del corpo è bruno-grigiastro, più chiaro ventralmente. Il muso è corto, ottuso e cosparso di pochi peli. La fronte è concava ed appiattita, mentre gli occhi sono prominenti. Un solco è visibile sotto ognuno di essi. Le narici sono larghe, di forma ellittica e ampiamente separate. Le labbra sono spesse, con una verruca triangolare su quella inferiore. Le orecchie sono relativamente corte, con la punta arrotondata e situate sui lati della testa. Il trago è lungo, sottile, con la punta allargata ed arrotondata, piegato in avanti, con il margine interno convesso e quello esterno concavo. I piedi sono piccoli, mentre il calcar è lungo circa tre quarti della tibia. Le membrane alari sono marroni scure o nere ed attaccate posteriormente alla base delle dita del piede. La coda, come nelle altre specie della famiglia, fuoriesce dall'uropatagio a circa metà della sua lunghezza. Sull'uropatagio sono presenti 2-4 piccoli ciuffi di peli biancastri. Le femmine sono generalmente più grandi dei maschi. Questi ultimi hanno il pene lungo circa quanto il femore. La sottospecie più grande è M.n.solomonis.

## Biologia

### Comportamento
Si rifugia in gruppi che includo entrambi i sessi sotto le foglie larghe di alberi e nei soffitti delle abitazioni dei nativi. Inizia la caccia prima del tramonto ai livelli più alti della foresta.

### Alimentazione
Si nutre principalmente di formiche.

### Riproduzione
Sono state osservate femmine gravide in febbraio, maggio, giugno e luglio. Danno alla luce un piccolo alla volta probabilmente due volte l'anno.

## Distribuzione e habitat
Questa specie è diffusa nell'Ecozona australasiana, dall'isola di Sulawesi alle Isole Salomone, attraverso le Isole Molucche, la Nuova Guinea e l'Arcipelago di Bismarck.
Vive nelle foreste secondarie, nelle foreste tropicali a foglia larga, nelle mangrovie, piantagioni di noci da cocco, giardini e villaggi.

## Tassonomia
Sono state riconosciute 3 sottospecie:
- M.n.nigrescens: Isole Molucche centrali: Buru, Ambon, Seram, Isole Kai;
- M.n.papuana (Thomas, 1914): Nuova Guinea, Batanta, Salawati, Waigeo, Biak-Supiori; Alcester, Woodlark; Sulawesi, Buton, Isole Sula: Sanana; Isole Molucche settentrionali: Halmahera, Morotai, Ternate, Bacan, Gebe;
- M.n.solomonis (Thomas, 1904): Arcipelago di Bismarck: Umboi, Crown, Nuova Britannia, Nuova Irlanda, Isole del Duca di York, Manus, Emirau, Los Negros e Nissan; Isole Salomone: Bougainville, Fauro, Guadalcanal, Malaita, Nuova Georgia, Nggela Sule, Pavuvu, Makira, Davo, Shortland, Uki Ni Masi e Vella Lavella.

## Conservazione
La IUCN Red List, considerato il vasto areale, la tolleranza alle modifiche ambientali e la popolazione presumibilmente numerosa, classifica M.nigrescens come specie a rischio minimo (Least Concern)).